# Аджиус, Амброс
Амброс Аджиус, (бенедиктинец) (17 сентября 1856 — 13 декабря 1911) был мальтийским архиепископом католической церкви.
Будучи членом бенедиктинского ордена, Аджиус был назначен Папой Пием X в 1904 году апостольским нунцием на Филиппины. Аджиусу было поручено канонически увенчать изображение Богоматери Ла-Наваль-де-Манила в 1907 году. Он основал первый бенедиктинский монастырь на Мальте и рукоположил первого филиппинского епископа в католической церкви.

## Ранние годы
Аджиус родился 17 сентября 1856 года в египетском городе Александрия (тогда находившемся под властью Османской империи), он был вторым сыном (третьим ребёнком) мальтийского купца по имени Танкреди Аджиус и его жены Саверии Саммут. Детьми Танкреди были:
- Эдвард Аджиус: (1849-1924)
- Джулия Аджиус: (1854-1932)
- Танкреди Альфред: (1856-1911)
- Эдгар Аджиус: (1864-1935)
- Роберт Аджиус: (1868-1874)

Аджиус был крещён как Танкреди Альфред Аджиус в соборе Святой Екатерины в Александрии 5 ноября 1856 года. Он вернулся с семьёй на Мальту в первые годы своей жизни. Аджиус учился в колледже, управляемом монахами аббатства Святого Августина в Рамсгите, графство Кент, Англия, где он был выдающимся учеником. После завершения учёбы в 1872 году он почувствовал себя призванным присоединиться к монашеской общине аббатства. Во время своего первого исповедания монашеского обета ему было дано религиозное имя Амвросий. 12 октября 1873 года он исповедал свои бессрочные обеты, а затем его настоятель послал его в Рим для завершения изучения философии и теологии.

## Священство

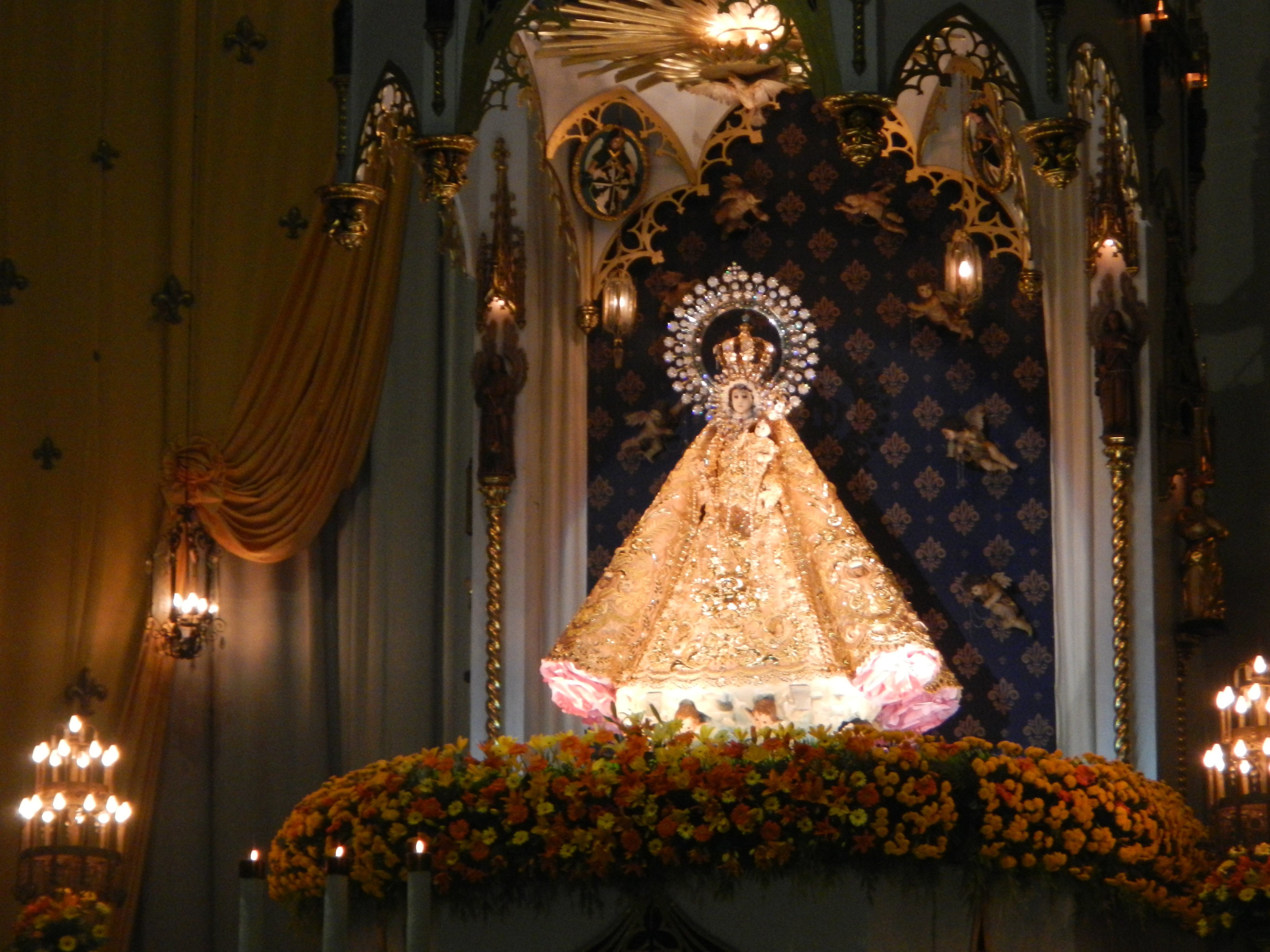
Аджиус венчает изображение Богоматери Ла-Наваль-де-Манила.

Аджиус был рукоположен в католическое священство 16 октября 1881 года в аббатстве Субиако.
Он очень погрузился в мальтийскую культуру, так как в ранние годы много путешествовал.
В мае 1881 года Святой Престол поручил Аджиусу открыть первый католический монастырь на Мальте. В декабре 1881 года Аджиус вместе с группой бенедиктинских монахов поселился в Нигрете, Зуррик. Под его руководством была основана каноническая религиозная община и учрежден новициат, открытый для международных кандидатов. Он был посвящён Непорочному зачатию Девы Марии.
В 1884 году монастырь был закрыт из-за итальянско-мальтийских политических беспорядков, и Аджиус вернулся в Рамсгит, чтобы продолжить свою религиозную миссию. В 1893 году Папа Лев XIII назначил его секретарём прокуратора Конгрегации Субиако.

## Назначение на Филиппины

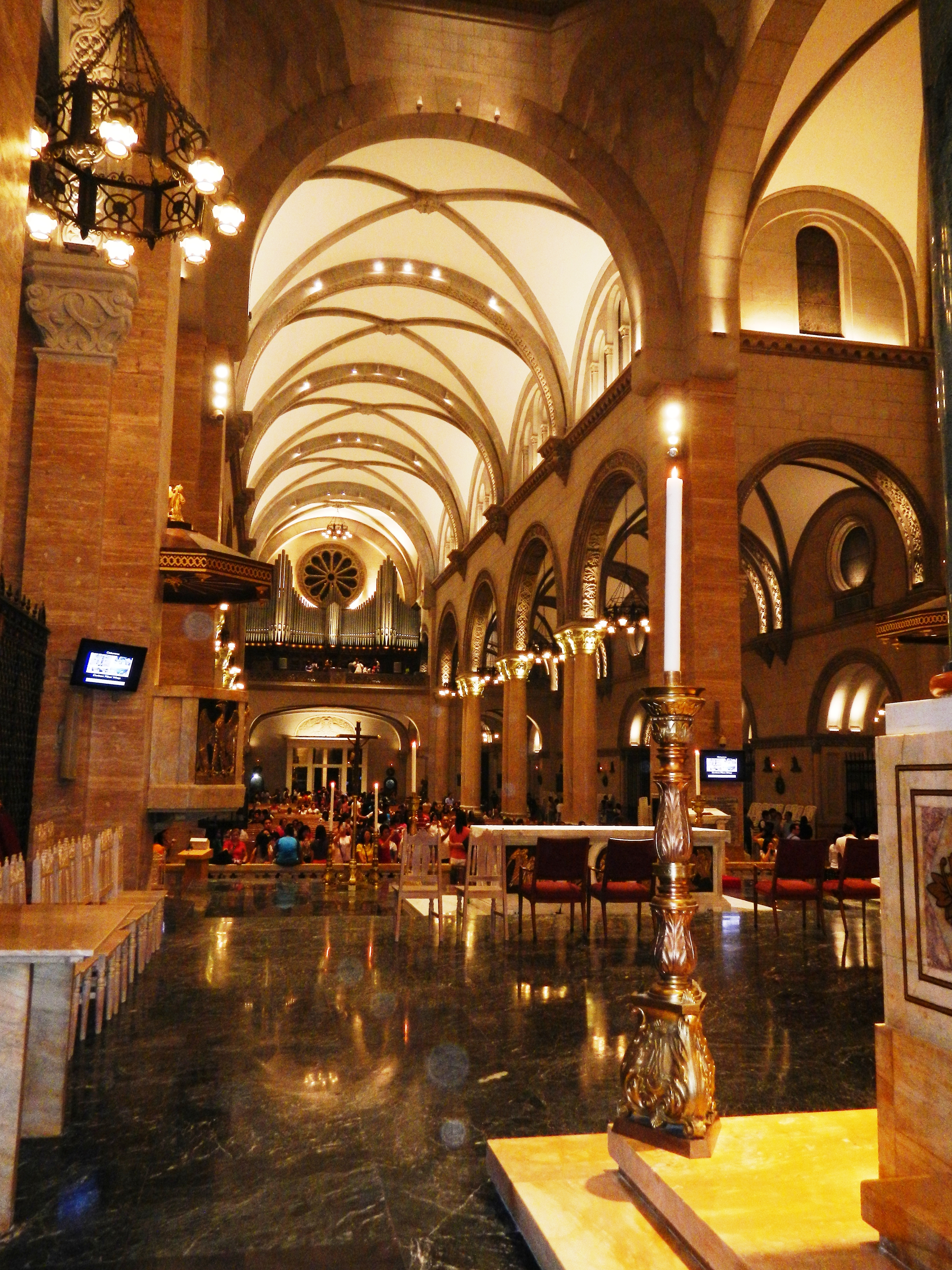
Интерьер Собора-базилики Непорочного зачатия, где тело монсеньора Амброса Аджиуса было захоронено в подземном склепе до 1945 года.

24 августа 1904 года Папа Пий X назначил Аджиуса апостольским нунцием на Филиппинах. Он был назначен титулярным архиепископом Пальмиры 3 сентября 1904 года и получил епископскую хиротонию 18 сентября 1904 года в церкви Сант-Амброджо-делла-Массима в Риме кардиналом-государственным секретарём Рафаэлем Мерри дель Валь. После своего назначения Аджиус пожертвовал свои средства на празднование бедным прихожанам Базилики Святого Амвросия.
На Филиппинах 5 октября 1907 года Аджиус короновал статую из слоновой кости Богоматери Святейшего Розария в Ла-Наваль-де-Манила, представляя Папу Пия.
Аджиус созвал провинциальный совет Манилы в 1907 году с другими епископами страны в Манильском соборе, вновь посвятив Филиппины Непорочному зачатию Девы Марии, которая позже стала официальной покровительницей страны под понтификатом Папы Пия XII в сентябре 1942 года.
Поскольку филиппинцам ранее было запрещено быть священниками и официально присоединяться к религиозным орденам при испанском колониальном правлении, 29 июня 1906 года Аджиус рукоположил первого филиппинского епископа в Римско-католической церкви Хорхе Барлин-и-Империал.

## Смерть и погребение
В ноябре 1911 года папа Пий назначил Аджиуса новым папским легатом в Соединённых Штатах Америки. Готовясь к поездке в Рим, он умер от острого приступа перитонита 13 декабря в возрасте 55 лет. 15 декабря 1911 года по Аджиусу отслужили торжественную заупокойную мессу и похоронили его в подземном склепе Соборной базилики Непорочного зачатия в Маниле. Гробница пережила разрушение собора во время бомбардировки, случившейся при битве за Манилу в 1945 году. Его останки были помещены в меньший ларец и перенесены в новую могилу в бенедиктинской церкви аббатства Богоматери Монсеррат в Маниле. Надпись переводится как:
Здесь похоронен Амвросий Альфред Агиус (1856 — 1911), монах Рамсгитский, титулярный архиепископ Пальмиры, апостольский делегат на острова; чьи кости ранее были захоронены в соборной базилике; она была разрушена войной, и кости были перенесены в эту церковь аббатства в 1945 году.

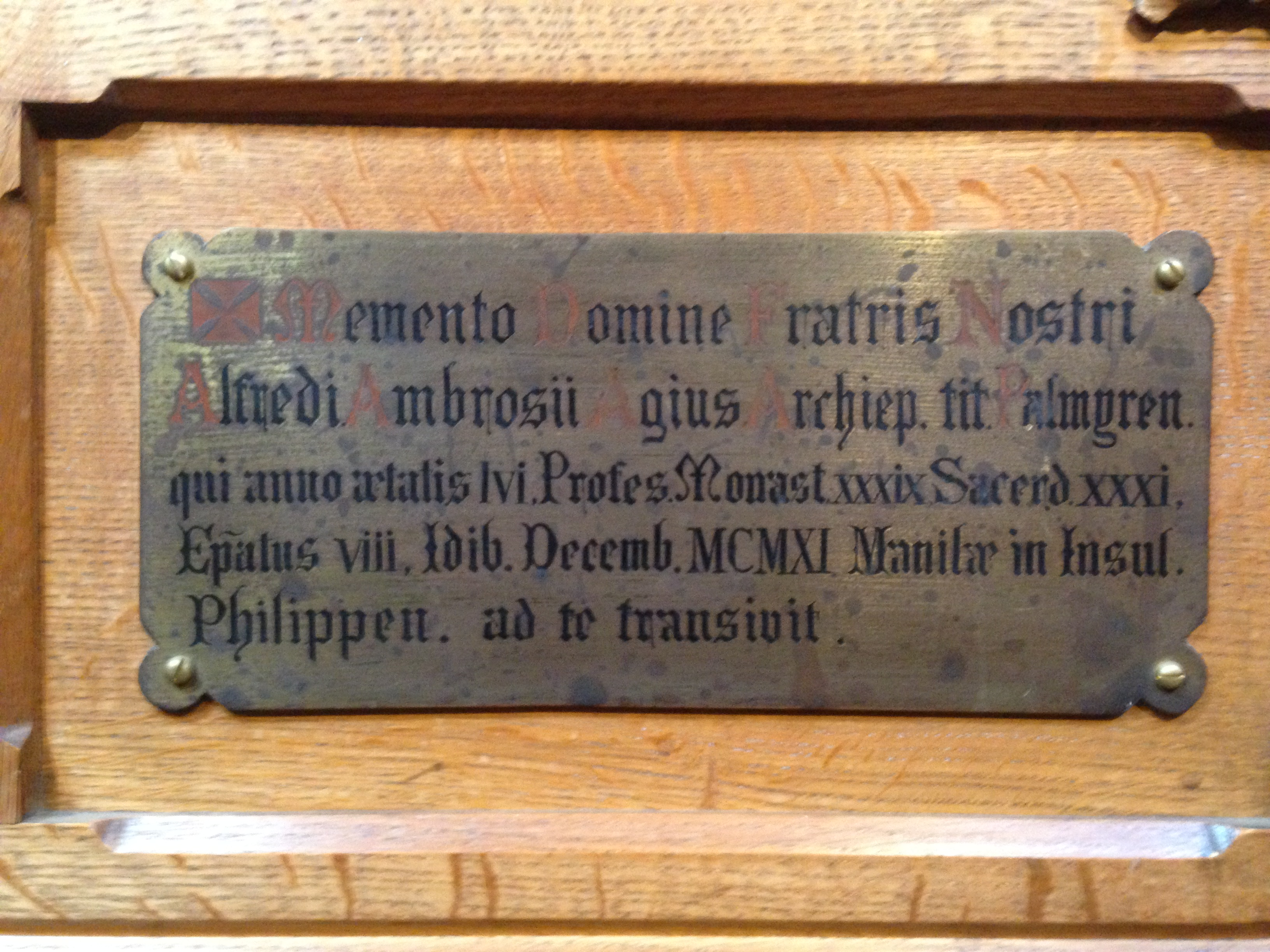
Мемориальная доска в церкви Святого Августина, Рамсгит

Мемориальная доска была установлена в Рамсгитском аббатстве в церкви Святого Августина, Рамсгит, с надписью, которая переводится как:
Помяни, Господи, нашего брата Альфреда Амвросия Агиуса Титулярного архиепископа Пальмиры, который на 56-м году своего возраста, 39-м году своего монашеского исповедания, 31-м году своего священства и 8-м году своего епископата в Иды [13 декабря 1911 года] в Маниле на Филиппинских островах перешёл к Вам.

## Прозвища
Аджиус был крещён как Танкреди Альфред Аджиус, но его итальянско-говорящие родители называли его «Альфредо», когда он учился в школе в Рамсгите (перепись 1871 года). После принятия вечных обетов Аджиус стал известен как Дом Амвросий, но филиппинские и мальтийские верующие, которые знали его, обычно называли его «Падре Амбросио», «Падре Амбо» или «Отец Дом».